# Bukittinggi
Bukittinggi (alternativt Bukit Tinggi) är en stad på västra Sumatra i Indonesien. Den ligger i provinsen Sumatera Barat och har cirka 130 000 invånare. Staden är belägen strax norr om vulkanerna Marapi och Singgalang.